# Variable Kosten

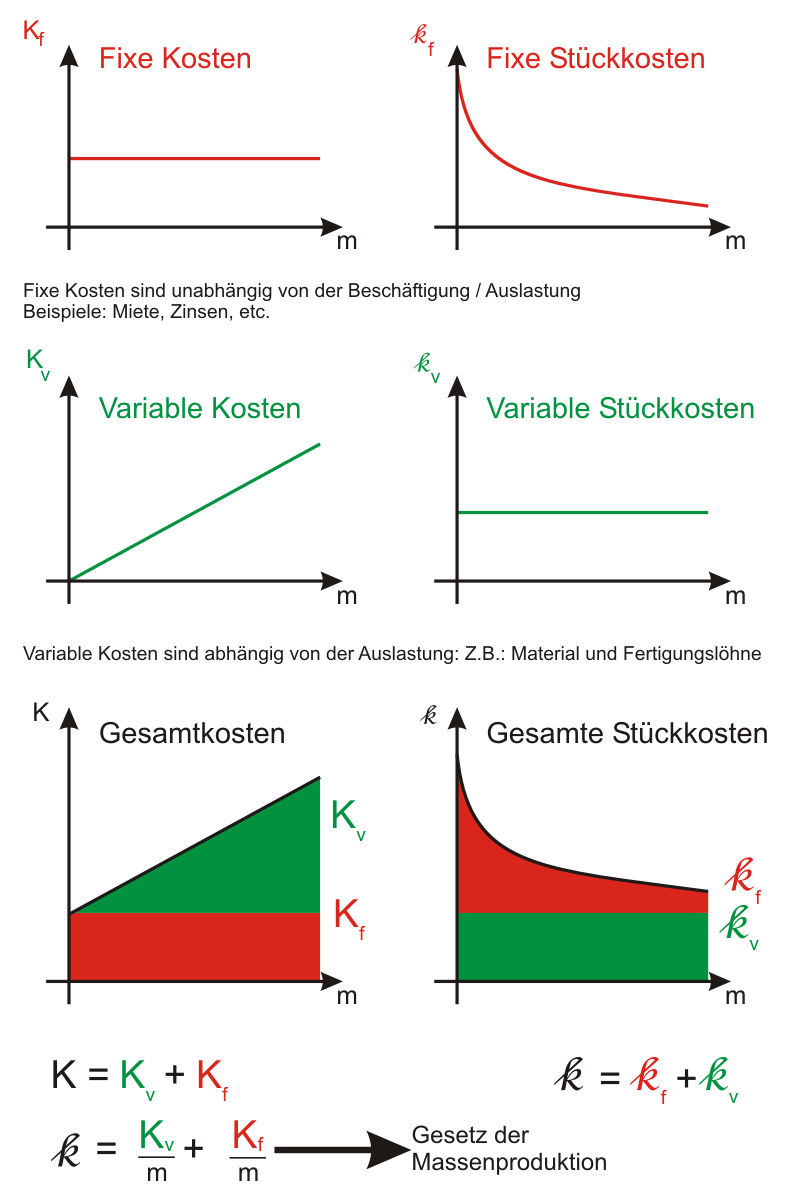
Fixe und variable Kosten

Die variablen Kosten (auch veränderliche, bewegliche oder mengenabhängige Kosten) sind in der betriebswirtschaftlichen Kostenrechnung derjenige Teil der Gesamtkosten, welcher sich bei einer Änderung der betrachteten Bezugsgröße (meist Beschäftigungsgrad) ebenfalls ändert.
Kosten, die – anders als die variablen Kosten – von der Ausbringungsmenge unabhängig sind, nennt man Fixkosten. Im Gegensatz zu den Fixkosten lassen sich die variablen Kosten verursachungsgerecht auf die Produkteinheiten verteilen, um die Stückkosten zu ermitteln (trotzdem unterscheidet man fixe und variable Stückkosten). Der Anteil an variablen und fixen Kosten wird durch Kostenauflösung errechnet.
Kosten, die sich mit verändernder Beschäftigung zwar ebenfalls ändern, sich jedoch nicht entlang einem der unten aufgeführten Kostenverläufe verhalten (z. B. Instandhaltungskosten, Energiekosten, Abschreibungen), werden als Mischkosten (semivariable Kosten) bezeichnet.

## Annahmen
Welche Kosten als variabel oder fix angesehen werden müssen, ist abhängig von:
1. der konkret zu beurteilenden Entscheidungssituation (bzw. dem Kostenobjekt)
2. sowie dem betrachteten Zeithorizont.[4]

Mit der Länge des Betrachtungshorizonts nimmt die Variabilität zu; langfristig können alle Kosten als variabel angesehen werden.

## Beispiele
Variable Kosten sind beispielsweise Kosten für Roh-, Hilfs- und Betriebsstoffe, die in ein Produkt eingehen, aber auch Fertigungslöhne oder Frachtkosten.
Die vier häufigsten Kostenarten bei den variablen Kosten sind: Material, Waren, Provisionen und Fremdleistungen.

## Kostenverläufe
Der Verlauf der variablen Kostenfunktion kann proportional, degressiv, progressiv oder, in seltenen Fällen, regressiv sein.
proportional (linear)Die gesamten variablen Kosten {\displaystyle K_{\text{v}}} ändern sich im selben Verhältnis wie die Bezugsgrößenmenge {\displaystyle x}. Die variablen Stückkosten {\displaystyle k_{\text{v}}} bleiben – unabhängig von der Ausbringungsmenge – konstant und sind identisch mit den Grenzkosten.
{\displaystyle k_{\text{v}}={K_{\text{v}} \over x}}
degressiv (unterproportional)Die variablen Gesamtkosten nehmen bei steigender Beschäftigung langsamer zu. Die variablen Stückkosten verringern sich somit bei zunehmender Ausbringungsmenge (z. B. aufgrund von Nachlässen, die bei hoher Mengenabnahme gewährt werden).
progressiv (überproportional)Die variablen Gesamtkosten nehmen bei steigender Beschäftigung stärker zu. Die variablen Stückkosten steigen dabei an (z. B. aufgrund von Überstunden).
regressivDie variablen Gesamtkosten und die variablen Stückkosten nehmen bei steigender Beschäftigung ab (z. B. Heizkosten in Veranstaltungsräumen bei steigender Besucherzahl).
In der betriebswirtschaftlichen Praxis wird meist von einem proportionalen Verlauf der variablen Kosten ausgegangen.